# Западный Беркшир
Уэст-Беркшир (Западный Беркшир) (англ. West Berkshire) — унитарная единица со статусом боро (англ. borough) в Англии, в церемониальном графстве Беркшир. Административный центр — Ньюбери.

## История
Район Ньюбери был образован 1 апреля 1974 года за счёт слияния округа Ньюбери, городского района Ньюбери, городского района Брэдфилд, городского района Ханджерфорд и части городского района Вонтэйдж.
1 апреля 1998 года был упразднён совет графства Беркшир, и район стал унитарной административной единицей, сменив название с «Ньюбери» на «Западный Беркшир».

## География
Унитарная единица Западный Беркшир занимает территорию 704 км² и граничит на востоке с унитарными единицами Рединг и Уокингем, на юге с церемониальным графством Хэмпшир, на западе с церемониальным графством Уилтшир, на севере с церемониальным графством Оксфордшир.

## Население
На территории унитарной единицы Западный Беркшир проживает 144 483 человек, при средней плотности населения 205 чел./км².

## Состав
В состав района входят 3 города:
- Ньюбери
- Тэтчем
- Хангерфорд

и 60 общин (англ. civil parish).

## Политика
Западный Беркшир управляется советом унитарной единицы, состоящим из 52 депутатов, избранных в 30 округах. В результате последних выборов 39 мест в совете занимают консерваторы.

## Экономика
На территории Западного Беркшира, в городе Ньюбери, расположена штаб-квартира британской компании Vodafone, крупнейшего в мире по объёму выручки оператора сотовой связи. Акции компании входят в базу расчёта индекса FTSE 100. В том же городе находится штаб-квартира крупной компании Micro Focus International, работающей в сфере информационных технологий, акции компании входят в базу расчета индекса FTSE 250.